# Radu R. Rosetti
Radu R. Rosetti (n. 20 martie 1877, Căiuți, Bacău – d. 2 iunie 1949, Închisoarea Văcărești) a fost un istoric și general român, membru titular al Academiei Române.

## Biografie
Descendent din vechea familie boierească Rosetti, viitorul istoric militar Radu R. Rosetti a trăit într-o lume în care rangul boieresc nu mai exista. Generalul nu mai are nimic în comun cu fiii de boieri de altădată; el ajunge în înalte funcții militare datorită eforturilor proprii și nu datorită rangului deținut sau al averii.
După terminarea cursului primar la școala din comuna natală își continuă studiile la Liceul Național din Iași, urmează cursul pregătitor pentru Școala de poduri și șosele. În 1899 este absolvent al Școlii Militare de artilerie și geniu, iar în 1906 al Școlii superioare de Război.
Radu R. Rosetti s-a căsătorit la 26 aprilie 1907 cu Ioana Știrbey. În timpul celor șapte ani de căsătorie, soții Rosetti au avut patru copii: Ileana, Radu, Ioana și Elisabeta. Ioana Știrbey a murit, în vârstă de numai 29 de ani, la nașterea celui de-al patrulea copil.

## Carieră militară

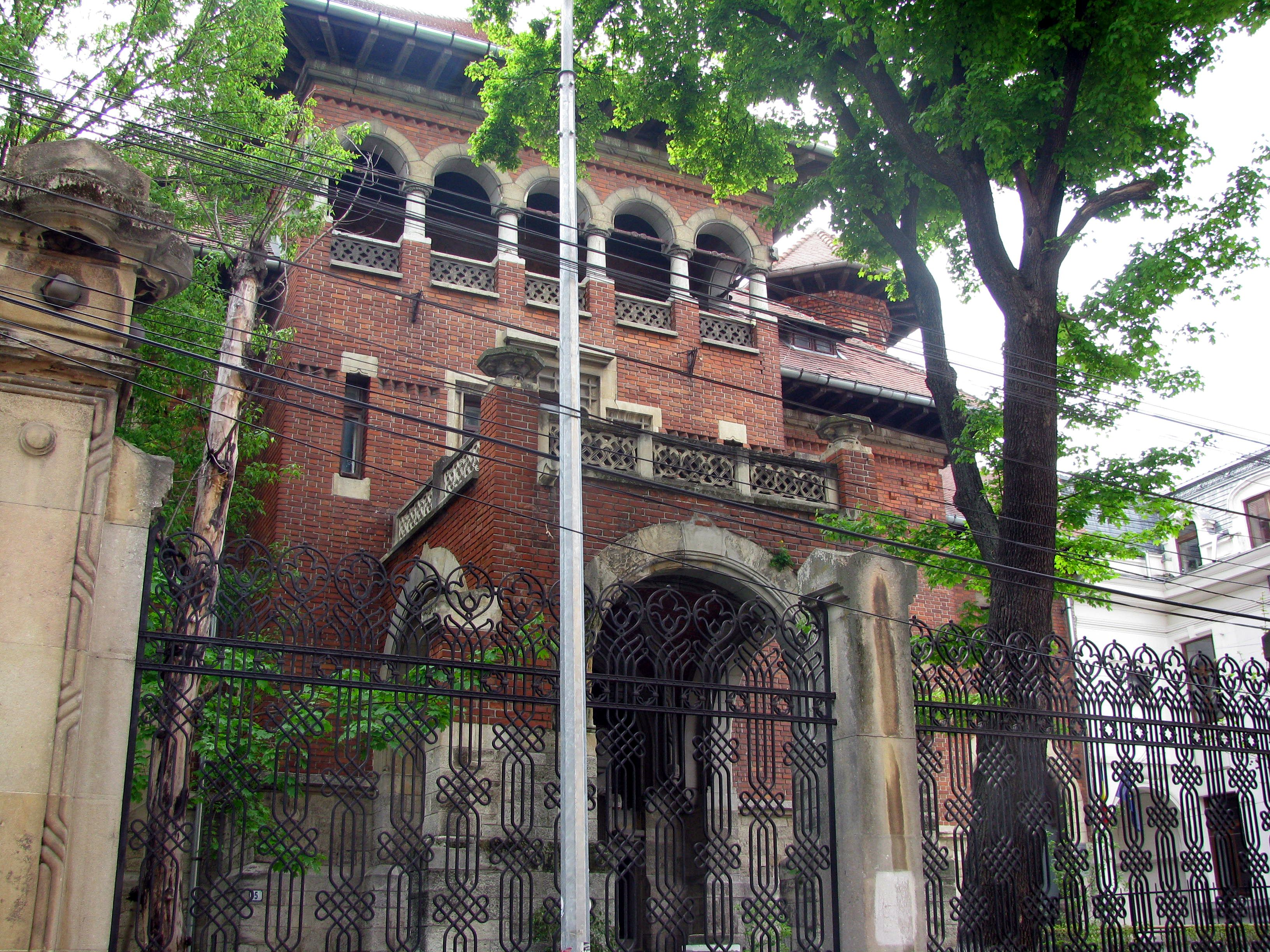
Casa generalului Radu Rosetti, str. Mihail Moxa nr. 3-5, București

Radu R. Rosetti a avut o merituoasă activitate ca Șef al Biroului Operații din cadrul Marelui Cartier General, ca ofițer de Stat Major și apoi comandant al Regimentului 47 / 72 Infanterie; este rănit în lupta de la Răzoare (6 august 1917).
A fost decorat cu Ordinul „Mihai Viteazul”, clasa III, pentru modul cum a condus Regimentul 47/72 Infanterie în Lupta de la Răzoare, din timpul Bătăliei de Mărășești, din 1917.
„Pentru vitejia și avântul cu care a condus regimentul în lupta de la Răzoare din 6 august 1917, aruncând la timp batalionul de rezervă în fața trupelor germane, le-a oprit avântul dând astfel timp rezervelor diviziei să cadă în spatele inamicului și să silească o retragere în dezordine. A fost grav rănit, în mijlocul trupelor sale.”
Înalt Decret no. 1172 din 9 octombrie 1917:p. 101
După război este numit atașat militar la Londra, apoi comandant de brigadă și, ulterior, director al Cursurilor de pregătire pentru ofițerii superiori. În 1924 este înaintat la gradul de general.
Reputat practician și teoretician, autor al unor importante studii de istorie și teorie militară, președinte al Consiliului de Conducere al Muzeului Militar Național (1924–1931), muzeu pentru înființarea căruia militase încă din 1914, Radu R. Rosetti a inițiat săpături arheologice la „vechile cetăți“ Soroca (1928), Cetatea Albă, Turnu Severin și Țețina (1929).
În 1927 Radu R. Rosetti a fost ales membru corespondent, iar în 1934 membru titular al Academiei Române. Cu această ocazie a prezentat discursul de recepție cu titlul Gânduri despre vitejie în trecutul românesc.
Între anii 1931-1940 a condus Biblioteca Academiei Române.

## Al Doilea Război Mondial
Considerat drept cel mai important cercetător al istoriei militare a poporului român, generalul academician Radu R. Rosetti a acceptat în 1941 funcția de Ministru al Educației Naționale, Cultelor și Artelor în guvernul Ion Antonescu, pe care a ocupat-o în perioada 27 ianuarie 1941 - 11 noiembrie 1941.
În 1949 a fost arestat din ordinul unui Tribunal al poporului, care l-a condamnat la doi ani de închisoare. Curând după aceea a murit în închisoarea Văcărești, la vârsta de 72 de ani, la 2 iunie 1949.
În 1998, Curtea Supremă de Justiție a consemnat retragerea recursului  cu privire la decizia de condamnare a lui Radu R.Rosetti din 19 ianuarie 1949.

## In memoriam
La Onești o stradă a fost denumită General Radu R. Rosetti.

## Decorații
- Ordinul „Meritul Cultural” pentru litere în gradul de Cavaler cl. I (7 iunie 1940)[12]
- Ordinul „Coroana României” în gradul de Mare Cruce (7 noiembrie 1941)[13]
- Ordinul „Mihai Viteazul”, clasa III, 9 octombrie 1917[4]:p. 101

## Legături externe
- Jurnale de front - Chefuri și chin printre gloanțe, 7 noiembrie 2005, Mihai Stirbu, Jurnalul Național
- Casa familiei generalului Radu R. Rosetti, 24 mai 2007, Jurnalul Național
- Radu Rosetti, Amintiri, vol I, ediție de Mircea Anghelescu, București, Editura Fundației Culturale Române, 1996, p. 7